# Обикновено дървесно бодливо свинче
Обикновеното дървесно бодливо свинче (Sphiggurus spinosus) е вид бозайник от семейство Дървесни бодливи свинчета (Erethizontidae).

## Разпространение
Видът е разпространен в Аржентина, Бразилия, Парагвай и Уругвай.